# Parathesis neei
Parathesis neei är en viveväxtart som beskrevs av C.L. Lundell. Parathesis neei ingår i släktet Parathesis och familjen viveväxter. Inga underarter finns listade i Catalogue of Life.